# Спенсер Карбері
Спенсер Карбері (англ. Spencer Carbery; нар. 9 листопада 1981) — канадський професійний хокейний тренер і колишній гравець, наразі головний тренер команди НХЛ «Вашингтон Кепіталс».

## Досягнення
- Нагорода Джека Адамса — 2025.